# Riverdale (Bronx)

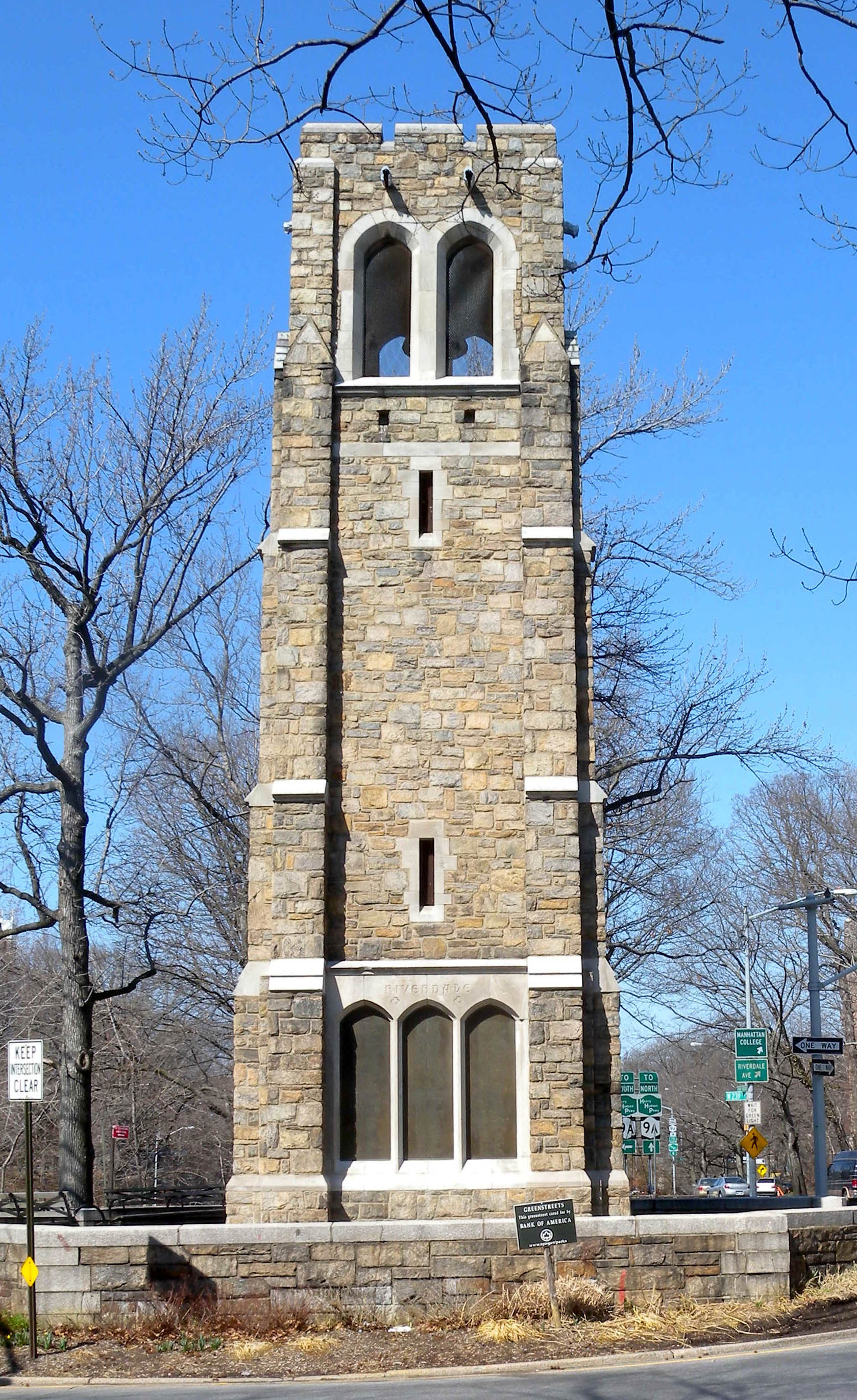
"Torre do Sino", em Riverdale.

Riverdale é um neighborhood (espécie de conjunto de quarteirões) no distrito do Bronx da cidade de Nova Iorque, nos Estados Unidos. No censo de 2000 possuía uma população de 47.850 habitantes, e é a divisão territorial mais ao norte da cidade.
Riverdale tem uma área de 0,741 milha quadradas (1,92 km2).